# William Hawley Bowlus
William Hawley Bowlus (Ohio, 8 maggio 1896 – Long Beach, 27 agosto 1967) è stato un ingegnere, progettista e imprenditore statunitense, costruttore di aerei, specialmente alianti, e camper tra gli anni trenta e quaranta.

## La carriera di progettista
Negli Stati Uniti è maggiormente conosciuto per la sua determinante collaborazione nella progettazione delle roulotte Airstream, attività intrapresa dopo aver ricoperto il ruolo di sovraintendente alla costruzione dello Spirit of St. Louis, l'aereo con cui Charles Lindbergh compì, nel 1927, la prima trasvolata in solitario attraverso l'oceano Atlantico.
Al suo attivo anche alcuni alianti, come il Bowlus 1-S-2100 Senior Albatross, con il quale, nel 1934, venne conquistato un primato d'altezza raggiunta, ed il General Airborne Transport XCG-16, un prototipo di aliante da trasporto tattico dall'aspetto anticonvenzionale ordinato dall'United States Army Air Corps nel 1943 ma non avviato alla produzione in serie.
Bowlus venne contemplato nella Soaring Hall of Fame nel 1954.